# 프랑수아 조제프 하임
프랑수아 조제프 하임(프랑스어: François Joseph Heim, 1787년 12월 16일~1865년 9월 29일)은 역사화와 초상화로 유명한 프랑스의 화가이다.

## 생애 및 평가
프랑수아 조셉 하임은 부르고뉴프랑슈콩테의 벨포르에서 태어났으며 그의 아버지 조제프 하임(Joseph Heim)은 그림 교수였다. 하임은 스트라스부르의 에콜 센트럴에서 일찍부터 그림에 대한 두각을 나타냈고, 1803년에는 파리에 있는 뱅상 스튜디오에 들어갔다. 그는 오라스 베르네와 동창이기도 했다. 하임은 1806년에 로마 대상에서 2위를 차지했다. 그 후 1807년에 1등상을 수상하였고, 1812년에는 그의 작품 《메사포토미아에 도착한 야곱》(보르도 미술관 소장)을 살롱 드 파리에 전시하여 1등 금메달을 수상하였으며 1817년에 도미니크 비방 드농이 구입한 성 요한상을 다른 작품들과 함께 전시하며 다시 한번 금메달을 수상했다. 그리고 1817년 《야곱에게 다시 돌아온 요셉의 피 묻은 코트》를 살롱에 출품하면서 다시 한번 야곱을 그렸다.

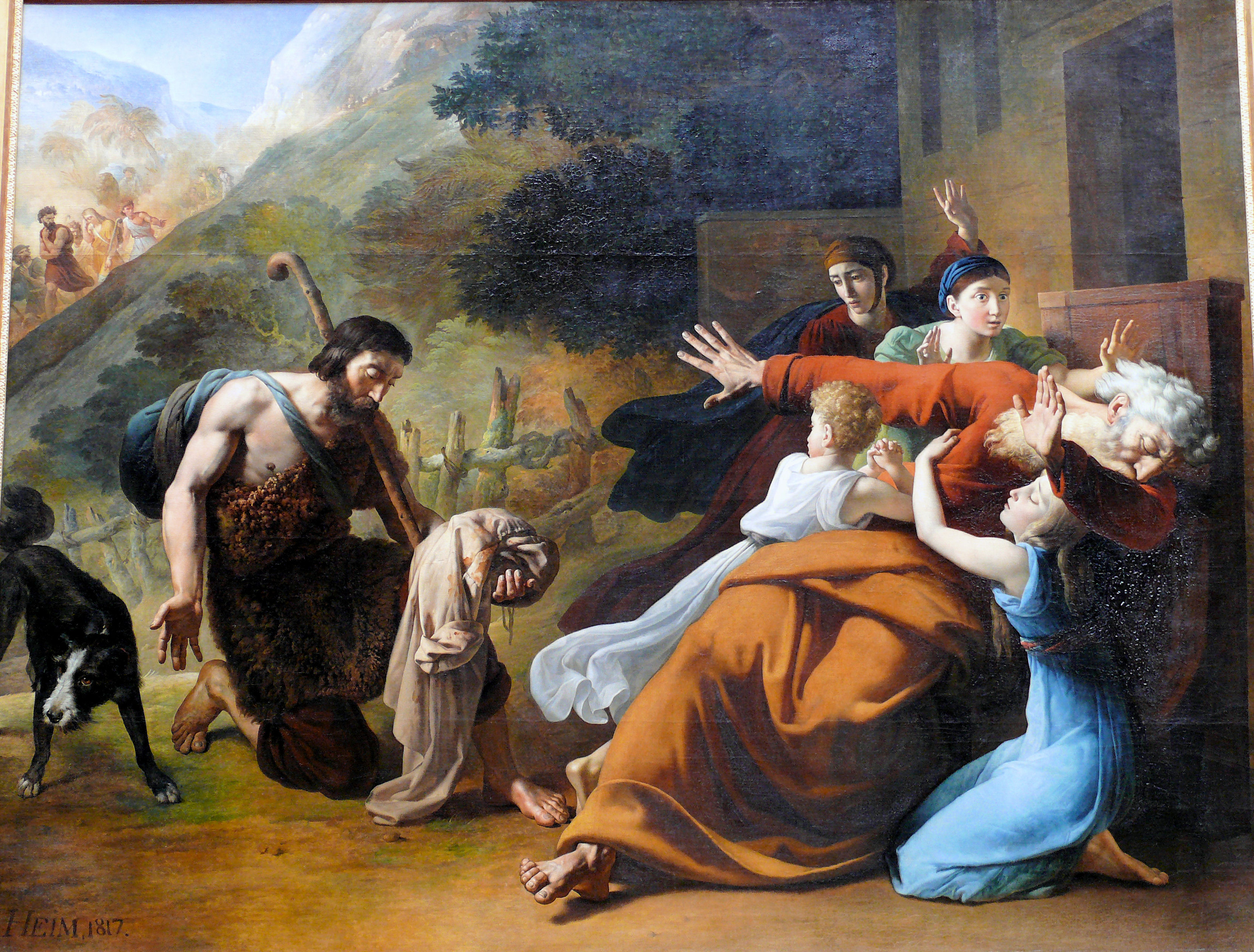
《야곱에게 다시 돌아온 요셉의 피 묻은 코트》, 1817년

1819년에는 《라자로의 부활》(오툉 대성당 소장), 《생 시르의 순교》(생 제르베), 그리고 베스파시아누스의 삶을 다룬 두 작품(국왕의 명령에 따라 제작)으로 큰 주목을 받았다. 1823년 《생드니 왕릉 재건》, 《생 로랑스의 순교》(노트르담 대성당) 및 여러 전신 초상화 작품들로 하임의 인기는 더욱 높아졌다. 1824년 그의 대작인 유대인 학살 (루브르 박물관)을 전시했을 당시 레지옹 도뇌르 훈장을 받기도 했다.
- 하임은 《1824년, 샤를 10세가 상을 수여하는 모습》(Charles X Rewarding Artists)으로 명성을 얻었고 이후 그는 "부르봉이 임명한 화가"로 여겨졌다.
- 《1824년, 샤를 10세가 상을 수여하는 모습》의 세부 장면

1827년에는 하임의 가장 대표 작품이라 할 수 있는 《1824년 살롱에서 샤를 10세가 상을 수여하는 모습》(루브르 박물관 소장, Jazet가 조각)을 그렸다. 이 작품으로 하임의 명성은 더욱 높아졌고 그는 "부르봉이 임명한 화가"로 여겨졌다. 이후 하임은 샤를 10세 갤러리(루브르 박물관)를 장식하라는 의뢰를 받았다. 낭만주의자들의 조롱에도 불구하고 하임은 1829년에 연구소 회원으로 선출되었고 그 후 당대 유명인사들의 그림을 그리기 시작했다. 7월 왕정 기간 동안에도 위원회는 줄어들지 않았지만 그는 학문주의적이라는 비판을 받았다.
1844년에 하임은 당시 프랑스 하원의 회의실 장식을 맡았다. 1847년에는 살롱 "샹 드 메"(Champ de Mai)와 "테아트르 프랑세에서 희곡 낭독"(Reading a Play at the Théâtre Français)에서 그의 작품이 격렬한 비판을 받게 되었다. 그러나 1851년 전시회에서 그에 대한 여론의 변화가 일어났다. 제도사로서의 그의 능력과 그의 작품에 가끔씩 나타나는 장점이 인정되었고 그의 색깔 활용에 대해서도 인정을 받게 되었다. 제2제정 시대에 하임의 인기는 다시금 살아나게 되었다. 그는 1853년 예술 아카데미(Académie des Beaux-Arts) 원장으로 임명되었고 1855년 만국 박람회에 《유다 마카베오의 승리》, 《로크루아 전투》, 그리고 조르주 퀴비에, 조프루아 생틸레르, 루이 에르상 부인 등을 그린 16점의 초상화를 제출하며 큰 성공을 거두었다. 이로 인해 그는 레지옹 도뇌르 오피시에 훈장을 받게 됐다. 1859년에 그는 64명의 협회 회원을 4명씩 그룹으로 배치한 흥미로운 초상화 컬렉션을 전시했다.
앞서 언급된 그림 외에도 파리의 노트르담 드 로레트(Nôtre Dame de Lorette)에는 즉석에서 제작된 그의 작품을 볼 수 있으며, 스트라스부르 박물관에는 그의 대표적인 이젤 작품인 샘물을 마시는 양치기를 묘사한 그림이 있다. 그는 또한 부르봉 궁전과 라세이 호텔(Hotel de Lassay)을 장식하기도 했다. 루브르 박물관의 회화 큐레이터인 장피에르 쿠쟁(Jean-Pierre Cuzin)은 하임을 "아마도 프랑스에서 전통 회화라고 불릴 수 있는 마지막 대표자이며, 따라서 19세기 중반에 다소 어울리지 않는 인물"이라고 평했다.
시인 샤를 보들레르는 그의 스케치는 "인간의 얼굴 표정을 놀라울 정도로 잘 표현했다"고 평가했으며 시인이자 비평가 테오필 고티에도 하임을 일류 예술가라고 치켜세우며 볼로냐의 거장들의 그림과 비교해도 손색이 없을 것이라고 평가했다. 레바논에서 기자로 일하던 중 납치되어 1983~1988년 수감 생활을 했던 작가 장폴 카우프만(Jean-Paul Kauffmann)은 하임의 작품, 특히 세뮈르앙오수아 미술관에 소장되어 있는 1840년작 《수감자》를 칭찬하며 "그의 그림은 훌륭하고 포즈는 고요한 고통의 고뇌를 잘 전달하며, 카라바조가 떠오르는 빛과 배경의 감각은 보는 이로 하여금 호기심을 불러일으킬 수밖에 없다."고 평했다.

## 작품

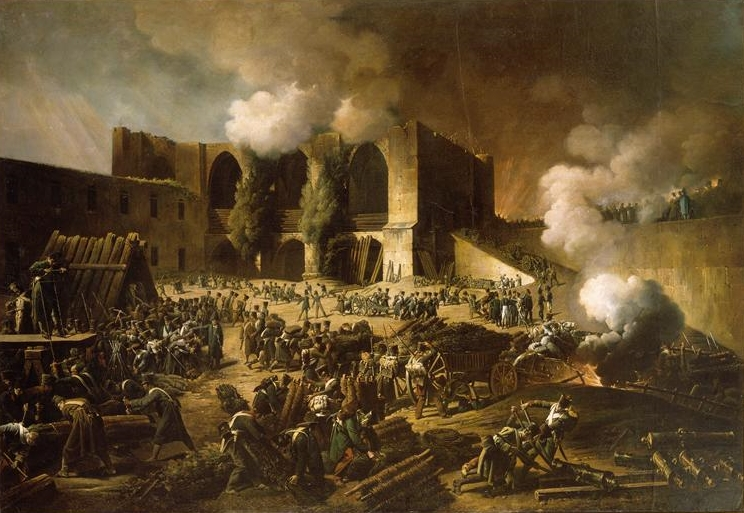
《부르고스 포위전》, 1813년
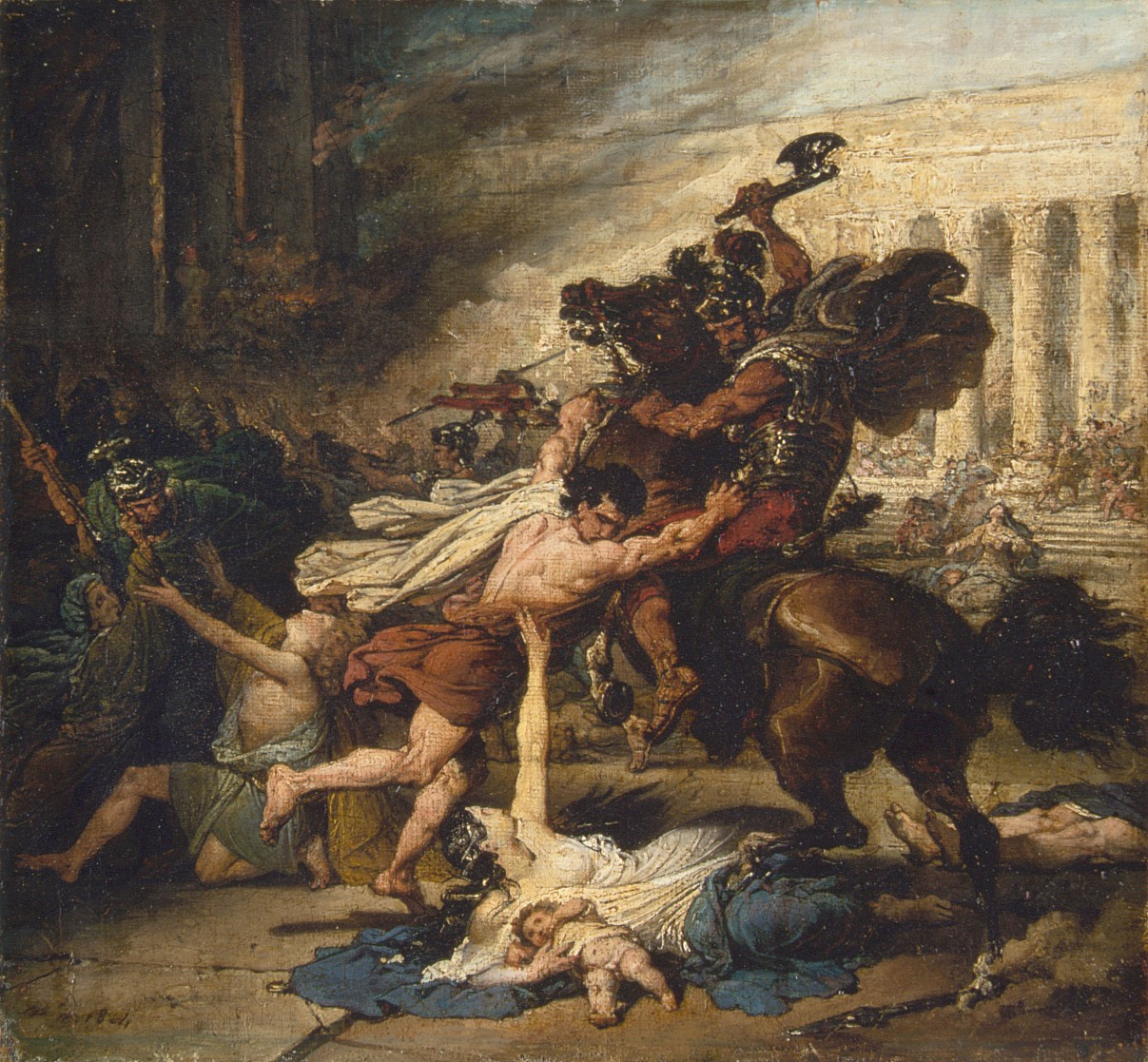
《로마인의 예루살렘 약탈》, 1824년, 메트로폴리탄 미술관
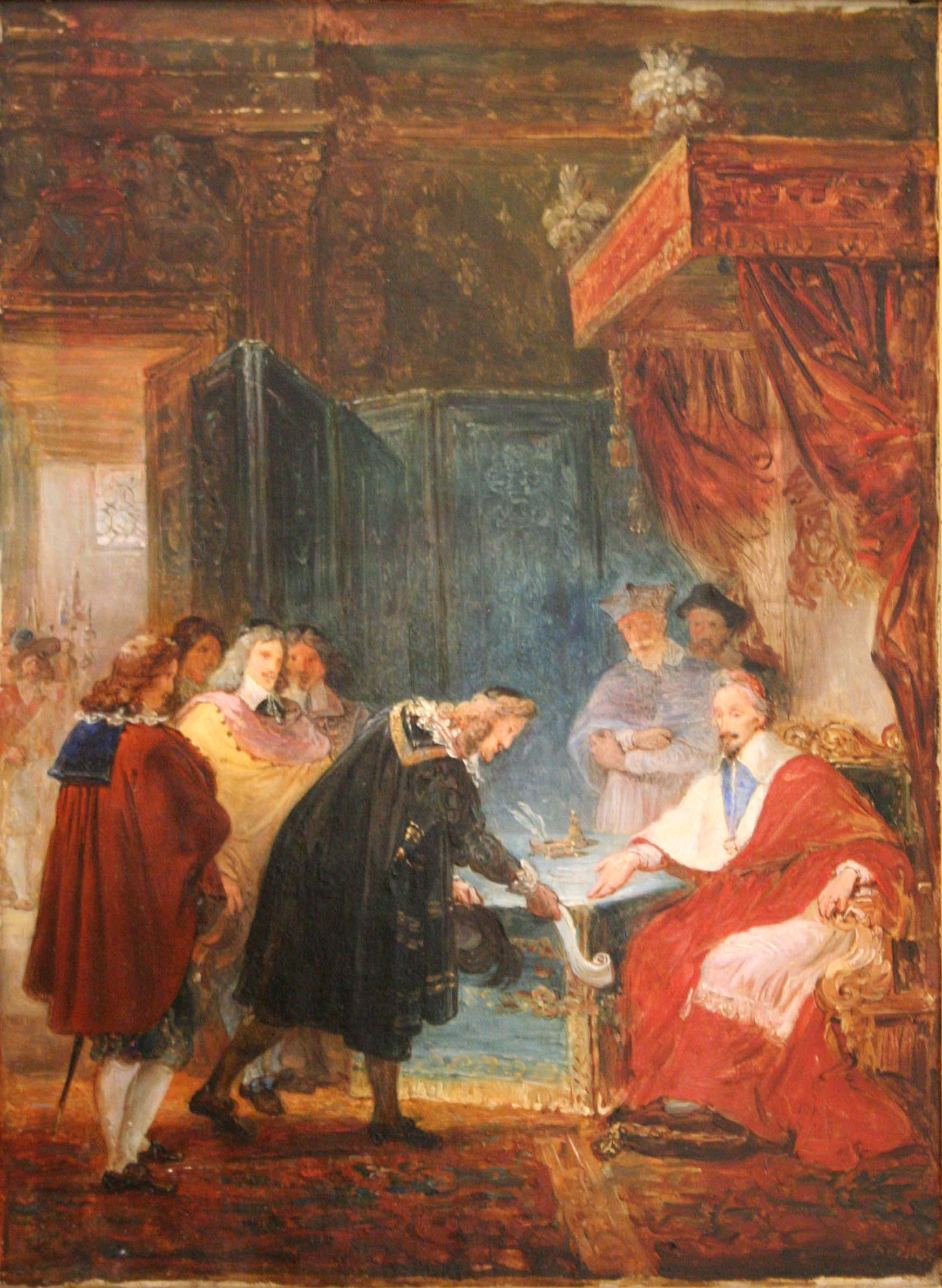
《아카데미 법령을 발표하는 최초의 한림원 회원들을 맞이하는 리슐리외 추기경》, 1833년, 파브르 미술관
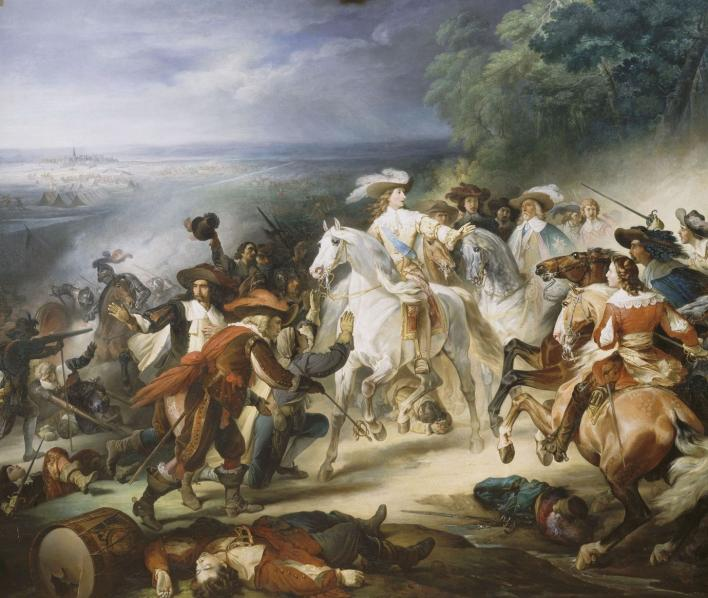
《로크루아 전투》, 1834년, 베르사유궁
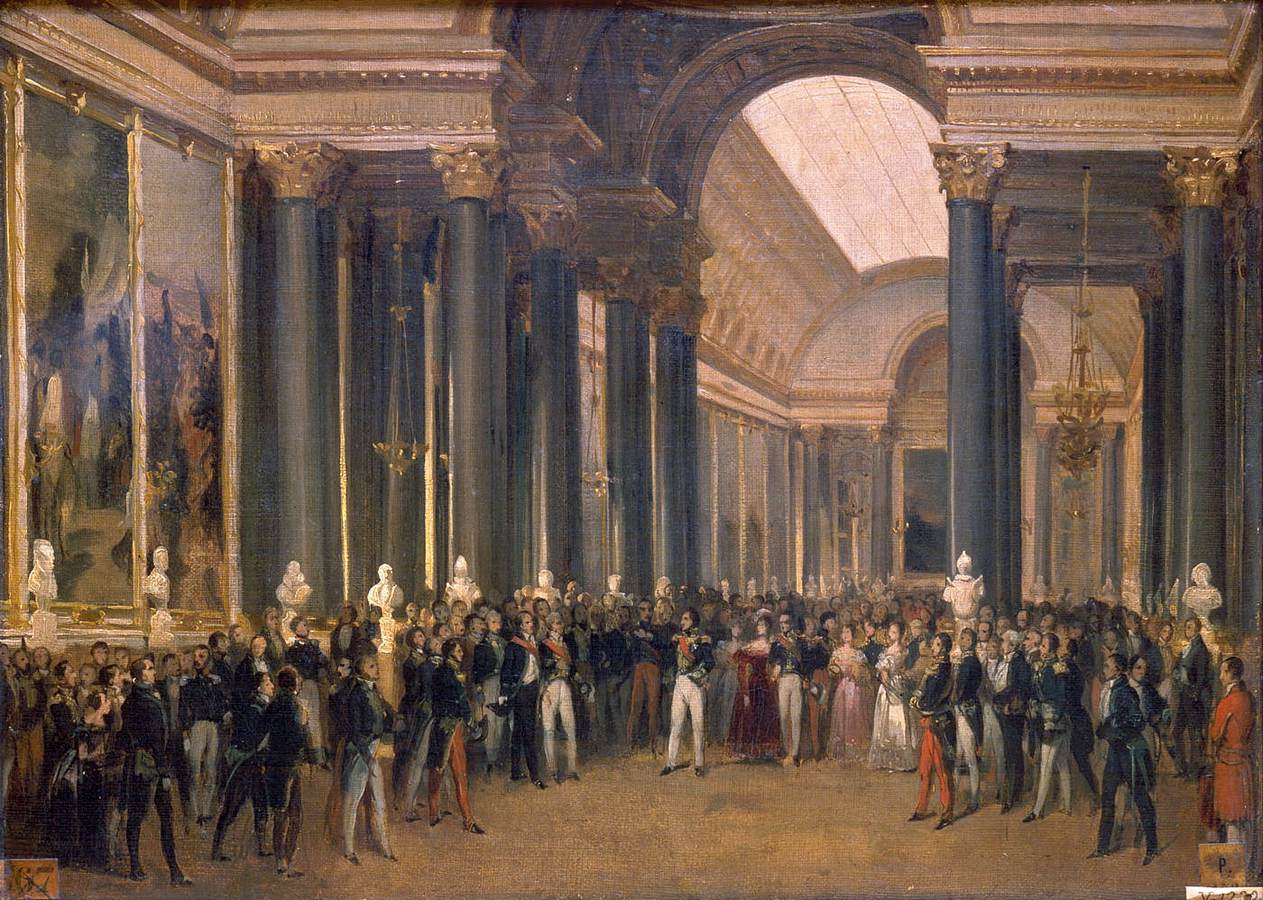
《갤러리 데 바타이유(Galerie des Batailles)를 개장한 루이 필리프 1세》, 1837년, 베르사유궁
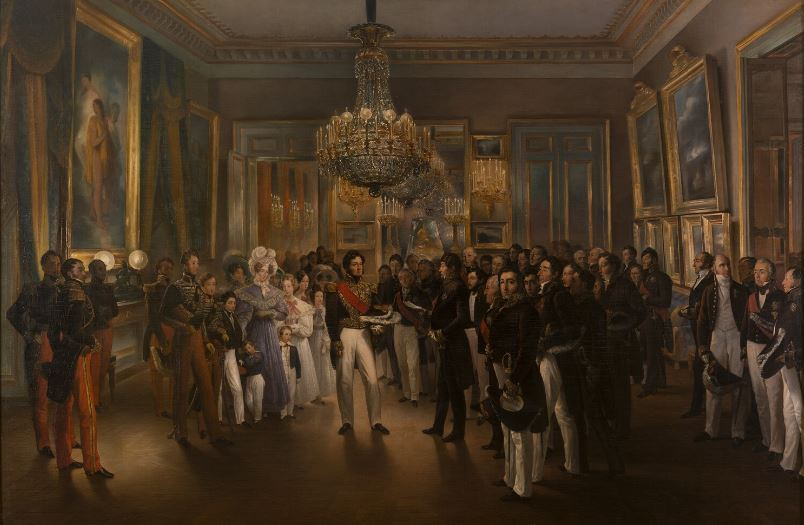
《팔레 루아얄에서 귀족원을 맞이하는 오를레앙 공작》, 1837년, 베르사유궁
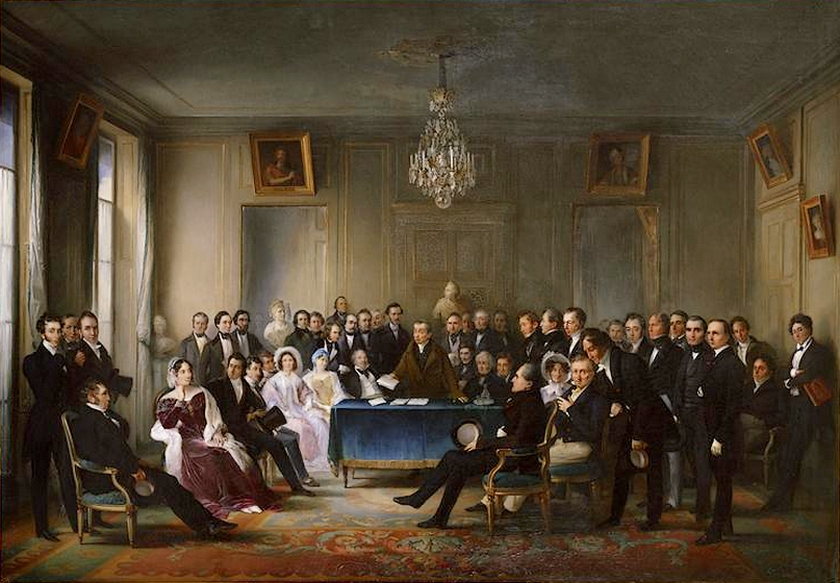
《코메디 프랑세즈》(la Comédie Française), 1828년 또는 1847년
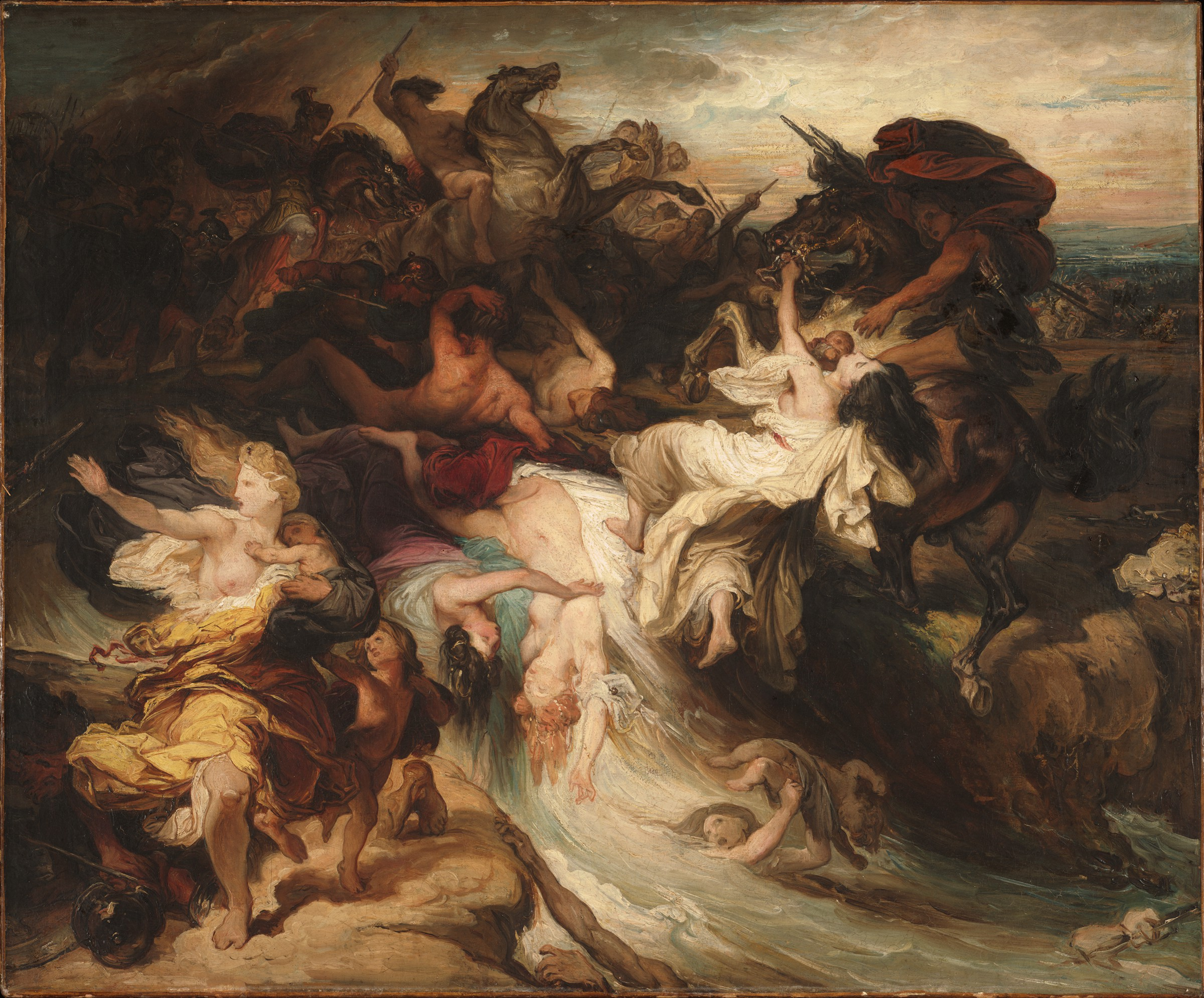
《마리우스에 의한 킴브리족과 튜턴족의 패배》(Defeat of the Cimbri and the Teutons by Marius), 1853년경